# San Félix
San Félix is een eiland gelegen in de Grote Oceaan, het maakt deel uit van de Desventuradaseilanden die tot Chili behoren. Het eiland behoort administratief tot de gemeente Valparaíso en ligt 892 kilometer ten westen van de Chileense continentale kust voor de haven van Chañaral.
Het eiland heeft een oppervlakte van 1,4 km² en de maximale lengte bedraagt ongeveer 2500 meter. Het centrale deel van het eiland, het smalste, stroomt onder met vloed. Het heeft een landingsbaan, die het van begin tot eind doorkruist, en verschillende gebouwen.
Grenzend aan de zuidoostkust van het eiland ligt het eilandje González. Roca Catedral is een rotsachtige massa van 53 meter in het noordwesten van het eiland. Het eiland ligt 19 kilometer van het naburige eiland San Ambrosio. De topografie is relatief laag en vlak en bereikt een hoogte van 183 meter op Cerro Amarillo in het uiterste noordoosten.
Het eiland ligt in de mariene ecoregio Juan Fernández en Desventuradas.